# Alte Gespenster
Alte Gespenster ist ein deutscher Fernsehfilm der Frühling-Filmreihe von Tom Zenker, der am 20. Februar 2022 erstmals im ZDF ausgestrahlt wurde.
Der Film erzählt die Geschichte der Dorfhelferin Katja Baumann, gespielt von Simone Thomalla, die Familien in Notsituationen zur Seite steht und gleichzeitig versucht Frühling in die Herzen der Menschen zu tragen. Es ist der 36. Film einer Reihe, in deren Mittelpunkt die Menschen des Ortes mit Namen Frühling stehen.

## Handlung
Dorfhelferin Katja Baumann ist zwiegespalten was ihre Fern-Beziehung zu Mark betrifft. Sie meinte, es wäre für sie abgeschlossen, nachdem Mark sie monatelang belogen hatte und inzwischen Tom Kleinke in ihr Leben getreten ist. Doch nun beginnt Mark zu „klammern“. Sie vereinbaren ein paar Tage miteinander zu verbringen, um festzustellen ob ihre Gefühle füreinander noch stark genug sind. Mark würde am liebsten den ganzen Tag bei Katja sein, aber sie muss arbeiten. Pfarrer Sonnleitner wurde von Simon Fries angerufen, weil er noch einmal mit der Dorfhelferin Baumann sprechen möchte. Katja hat auch hier gemischte Gefühle, schließlich hatte der junge Mann sie eine Nacht lang in seinem Keller festgehalten. Sie lässt sich auf das Gespräch ein, weil sie weiß, dass er im Prinzip nur das wiederholt hat, was ihm selbst von seiner Mutter angetan worden war. Jetzt, nach intensiver psychologischer Betreuung, wirkt er gefestigt und „normal“. Simon bittet Katja darum, seine ältere Schwester zu suchen, damit er mit ihr gemeinsam seine Vergangenheit aufarbeiten kann. Als er den Namen nennt, ist Katja erstaunt, denn sie kennt die Frau. Es handelt sich um Catrin Zerbe, die Frau, die mit ihren beiden Kindern, Greta und Lotti, schon über ein Jahr in einem Wohnmobil lebt, weil sie ihre Arbeit und dann auch die Wohnung verloren hat. Doch auf dem Campingplatz ist sie mittlerweile nicht mehr, aber Katja fällt ein, wie sie an die Telefonnummer der Tochter Greta gelangen kann. Sie ruft das Mädchen an und verabredet mit ihr, vorbei zukommen, weil sei mit ihrer Mutter reden müsste. Für Greta und ihre Schwester wird es damit kompliziert, denn sie leben mit ihrer, inzwischen tablettenabhängigen Mutter, wild in der Landschaft und haben große Angst, das Jugendamt könnte von ihrem unsteten Leben erfahren und die Obhut übernehmen. Damit ihr Lügengerüst nicht einstürzt, tun sie bei Katjas Ankunft als wäre alles in bester Ordnung. Von Katjas Anliegen hält Catrin Zerbe nicht viel, denn sie hatte sich geschworen das Haus ihrer Mutter nie wieder zu betreten. Auch zu ihrem Bruder möchte sie keinen Kontakt. Unverrichteter Dinge fährt Katja zurück. Am nächsten Tag will sie Catrin Zerbe noch ein Geschenk von Simon bringen und kann so noch einmal in Ruhe und ohne die Kinder im Hintergrund mit ihr reden. Sie erklärt ihr, wie wichtig eine Therapie für sie ist, damit die alten Gespenster der Vergangenheit endlich ihre Macht verlieren. Und so nimmt sie, auf Katjas Vermittlung hin, den Kontakt zu ihrem Bruder auf. Gemeinsam räumen sie nicht nur alle alten Sachen aus ihr Elternhaus, in dem sie zukünftig alle gemeinsam wohnen wollen, sondern auch aus ihrem eigenen Leben.
Katjas Probezeit mit Mark endet mit einem „Befreiungsschlag“ für beide. Mark fährt endgültig zurück nach Leipzig und Katja wendet sich Tom zu.

## Hintergrund
Die Episode wurde vom ZDF in Zusammenarbeit mit „Seven Dogs Filmproduktion“ und UFA Fiction produziert und im Rahmen der ZDF-„Herzkino“-Reihe und als 36. Folge der Frühling-Filmreihe ausgestrahlt. Die Dreharbeiten erfolgten vom 20. Julis bis zum 15. September 2021 in Bayrischzell im Landkreis Miesbach. Einer der Hauptdrehorte ist auch das „Cafe Huber“ in Bayrischzell und die Kurklinik in Thiersee sowie der See selbst.

## Rezeption

### Kritik
Oliver Armknecht von film-rezensionen.de meinte, der Film „zelebriert den Stillstand, wenn hier eine eigentlich abgeschlossene Beziehung wieder ausgekramt wird. Schlimmer noch ist aber der zweite Handlungsstrang, der sich wichtiger Themen annehmen will, zu denen aber nichts zu sagen hat.“ „Dass der in Auf den Hund gekommen eingeführte Simon Fries wieder da ist, ist alles andere als eine gute Entscheidung. Der erste Film mit ihm war schlecht, der zweite ist es ebenso. Man übersprang auch hier das Aufzeigen einer Entwicklung, sondern präsentiert nur das Ergebnis. Hinzu kommt eine Schwester, die irgendwie aus dem Hut gezaubert wurde. Scharf versucht noch nicht einmal, mehr zu bieten als Seifenoper-Bingo, bei dem alles geht, nur kein Alltag. Ärgerlich ist das, weil mit den Themen Medikamentensucht und psychische Krankheit zwei heiße Eisen angefasst werden, über die häufiger gesprochen werden sollte. Nur eben nicht auf die plumpe bis gleichgültige Weise, in der es ‚Frühling: Alte Gespenster tut‘.“
Bei prisma.de schrieb auch Hans Czerny ein wenig ironisch: So „ist die Welt in Frühling denn auch wieder in Ordnung. Am Ende gewinnt Greta gar noch ein Tennismatch auf einem der wohl schönstgelegenen Tennisplätze von Oberbayern. Und Dorfhelferin Katja macht zudem die erstaunliche Entdeckung, dass der schwierige Simon, der ihr in der vorherigen Folge so sehr zugesetzt hatte, Catrin Zerbes Bruder ist. Beide hatten unter ihrer hartherzigen Mutter zu leiden und tragen an den Folgen. Kein Leid ist im schön gelegenen Frühling jedoch so groß, als dass es nicht zu heilen wäre.“
Die Kritiker der Fernsehzeitschrift TV Spielfilm vergaben dagegen die beste Wertung. (Daumen nach oben) und werteten: „Hemdsärmelige Heldin fährt Gefühlsachterbahn“.

### Einschaltquoten
Bei der Erstausstrahlung am 20. Februar 2022 wurde Alte Gespenster in Deutschland nur von 5,81 Millionen Zuschauern gesehen, was einem Marktanteil von 17,4 Prozent entsprach.